# Alejandro Arancibia
Alejandro Mauricio Arancibia Tapia (Viña del Mar, Chile, 24 de diciembre de 1961) es un exfutbolista chileno. Jugaba como extremo derecho.

## Trayectoria
Oriundo de Viña del Mar, comenzó a jugar al fútbol en el club Las Heras de su ciudad natal, para luego tener un paso por las divisiones inferiores de Everton. Luego, paso a formar parte de las juveniles de Santiago Wanderers, debutando en 1978 en el fútbol profesional.
En la Primera División defendió los colores de Santiago Wanderers, Audax Italiano y San Luis; mientras que tanto al equipo caturro como a los quillotanos los defendió en la Primera B, logrando ascender a la Primera División con ambas camisetas, incluido el recordado ascenso de la temporada 1989 con la camiseta wanderina. Además, defendió a Súper Lo Miranda durante el Apertura de la Segunda División 1986.
Luego de formar parte del plantel de Santiago Wanderers que se salvó del descenso durante el torneo 1990, se retiró del fútbol.

### Controversia
Durante el torneo nacional de 1990, existieron acusaciones de soborno, las cuales involucraron al cuadro de Santiago Wanderers, dirigido por Luis Santibáñez, que se encontraba peleando por no descender, debiendo ganar en la última fecha ante Naval, partido que terminó con un resultado de 4-1 a favor del cuadro de Valparaíso. Dos semanas después de jugado el partido, Arancibia y su compañero José Gutiérrez  fueron acusados por los jugadores del cuadro chorero Óscar Lee-Chong y Héctor Roco que los mencionados ofrecieron dinero en efectivo, así como contratos con el cuadro caturro para la siguiente temporada, a cambio de dejarse perder en el partido. Gutiérrez señaló haber visitado en su casa de Talcahuano a Lee-Chong, y haberle hecho una oferta para dejarse perder, a modo de broma. Gutiérrez fue castigado por un año sin poder jugar, mientras que Arancibia por 30 fechas y Lee-Chong con amonestación escrita;sin embargo, en junio de 1991 las sanciones a Gutiérrez y Arancibia se redujeron a 15 partidos.

## Selección nacional
Representó a la Selección chilena sub-20 en el Sudamericano sub-20 de 1981. La Roja quedó eliminada en primera fase.

### Participaciones en sudamericanos
| Torneo                      | Sede    | Resultado     |
| --------------------------- | ------- | ------------- |
| Sudamericano Sub-20 de 1981 | Ecuador | Primera Ronda |

## Clubes
| Club               | País  | Año       |
| ------------------ | ----- | --------- |
| Santiago Wanderers | Chile | 1978-1980 |
| Audax Italiano     | Chile | 1981-1982 |
| San Luis           | Chile | 1982-1984 |
| Santiago Wanderers | Chile | 1984      |
| San Luis           | Chile | 1985      |
| Súper Lo Miranda   | Chile | 1986      |
| Santiago Wanderers | Chile | 1986-1990 |

## Palmarés

### Títulos nacionales
| Título    | Club               | País  | Año  |
| --------- | ------------------ | ----- | ---- |
| Primera B | Santiago Wanderers | Chile | 1978 |